# A Weekend in the City
A Weekend in the City är Bloc Partys andra studioinspelade album, utgivet 5 februari 2007. Albumet producerades av Jacknife Lee. Skivomslaget är A Modern Project av den tyska fotografen Rut Blees Luxemburg.

## Låtlista
1. "Song for Clay (Disappear Here)" – 4:49
2. "Hunting for Witches" – 3:31
3. "Waiting for the 7:18" – 4:17
4. "The Prayer" – 3:45
5. "Uniform" – 5:32
6. "On" – 4:46
7. "Where Is Home?" – 4:54
8. "Kreuzberg" – 5:27
9. "I Still Remember" – 4:23
10. "Sunday" – 4:59
11. "SRXT" – 4:51